# Ya (kana)
や în hiragana sau ヤ în katakana, (romanizat ca ya) este un kana în limba japoneză care reprezintă o moră. Caracterul hiragana este scris cu trei linii, iar caracterul katakana cu două linii. Kana や și ヤ reprezintă sunetul pronunție în japoneză [ja].
Originea caracterelor や și ヤ este caracterul kanji 也.

## Variante
Minuscule de acest kana (ゃ și ャ) se folosesc în combinație cu alte kana care se termină cu -i ca să schimbă pronunția lor:
- きゃ sau キャ reprezintă sunetul pronunție în japoneză [kʲa] (romanizat ca kya)[2]
- ぎゃ sau ギャ reprezintă sunetul pronunție în japoneză [gʲa] (romanizat ca gya)
- しゃ sau シャ reprezintă sunetul pronunție în japoneză [ɕa] (romanizat ca sha)
- ちゃ sau チャ reprezintă sunetul pronunție în japoneză [cɕa] (romanizat ca cha)
- じゃ sau ジャ reprezintă sunetul pronunție în japoneză [ʑa] (romanizat ca ja)
- にゃ sau ニャ reprezintă sunetul pronunție în japoneză [nʲa] (romanizat ca nya)
- ひゃ sau ヒャ reprezintă sunetul pronunție în japoneză [çʲa] (romanizat ca hya)
- びゃ sau ビャ reprezintă sunetul pronunție în japoneză [bʲa] (romanizat ca bya)
- ぴゃ sau ピャ reprezintă sunetul pronunție în japoneză [pʲa] (romanizat ca pya)
- みゃ sau ミャ reprezintă sunetul pronunție în japoneză [mʲa] (romanizat ca mya)
- りゃ sau リャ reprezintă sunetul pronunție în japoneză [ɺʲa] (romanizat ca rya)

## Forme
| Formă                                   | Rōmaji      | Hiragana        | Katakana        |
| --------------------------------------- | ----------- | --------------- | --------------- |
| Fără semne diacritice: y- (や行 ya-gyō) | ya          | や              | ヤ              |
| Fără semne diacritice: y- (や行 ya-gyō) | yaa yā, yah | やあ, やぁ やー | ヤア, ヤァ ヤー |

## Ordinea corectă de scriere
|                                      |
| Ordinea corectă de scriere pentru や |

|                                      |
| Ordinea corectă de scriere pentru ヤ |

## Alte metode de scriere
- Braille:

| －・ －－ ・－ |

- Codul Morse: ・－－